# New Kids on the Block
New Kids on the Block (abreviado NKOTB) es una boy band estadounidense de pop, rock, hip hop y R&B. Son considerados los pioneros de las boy bands (bandas de chicos, en español). Se mantuvieron activos desde mediados de los años 1980 hasta principios de los años 1990 y en su segunda etapa desde 2008 hasta el día de hoy.
Formado en Boston (Massachusetts) en 1984 por el productor Maurice Starr, el grupo está integrado por los hermanos Jonathan Knight y Jordan Knight, Joey McIntyre, Donnie Wahlberg y Danny Wood. El grupo ha vendido más de 80 millones de producciones musicales en el mundo y ha generado cientos de millones de dólares en ventas de sus conciertos, preparando el camino para otras boy bands como Take That, Backstreet Boys, *NSYNC y Westlife.
Se reunieron en 2008 y tomaron un nuevo estilo, lanzaron un nuevo álbum y empezaron una gira mundial de conciertos en otoño. El nuevo álbum, titulado The Block, fue lanzado al mercado el 2 de septiembre de 2008. En 2011 la banda, en conjunto con los Backstreet Boys, estuvo en la gira llamada NKOTBSB Tour. El grupo recibió una estrella en el Paseo de la fama de Hollywood en 2014.

## Primeros años
A principio de la década de 1980, Maurice Starr formó el quinteto de R&B/Pop llamado New Edition y guio su pronto éxito. Después de romper los lazos con el grupo, Starr y su compañera de negocios, Mary Alford. buscaron crear una versión blanca de aquel grupo. Las audiciones se llevaron en Boston, donde alrededor de 500 adolescentes se presentaron. Entre ellos estaba un joven de 15 años, Donnie Wahlberg, por quien Starr y Alford quedaron inmediatamente impresionados y quien se convirtió en el primer miembro.
Donnie asistió para ayudar a reclutar a otros miembros. Entre ellos estaba su hermano menor, Mark, y su mejor amigo, Danny Wood. Más tarde, Wahlberg atrajo a dos compañeros de la escuela, los hermanos Jonathan y Jordan Knight, quienes tenían un talento excepcional para cantar. Conforme el grupo comenzó a tomar forma, Mark se desilusionó con su dirección y optó por salirse de él. Otro de los amigos de Donnie, Jamie Kelley, tomó su lugar. Kelley, sin embargo, fue finalmente despedido por falta de concentración y disciplina. Starr lo reemplazó con Joe McIntyre, a quien los otros chicos rechazaron al principio por tratarse de quien reemplazó a su amigo.
Con la formación final en su lugar, Starr logró firmar un contrato discográfico en Columbia Records para el recién formado grupo (el cual había sido llamado Nynuk). La discográfica, sin embargo, le pidió a Starr que le cambiara el nombre al grupo por lo que fueron nombrados como New Kids on the Block, a propósito de una canción rap que Donnie había escrito para el álbum.

## Música

### New Kids on the Block
En abril de 1986, Columbia Records lanzó el álbum homónimo del grupo. El álbum fue casi exclusivamente escrito y producido por Maurice Starr, conteniendo un sonido de la década de 1980 al estilo bubble gum pop.
El primer sencillo, «Be My Girl» recibió poca difusión en el lugar de origen del grupo (Boston), y no tuvo la repercusión esperada a nivel nacional. Su segundo sencillo, «Stop It Girl», fue aún peor. Aunque los chicos estaban decepcionados, Starr persuadió a la discográfica para permitir al grupo grabar un segundo álbum. Pese al fallo comercial inicial, New Kids on the Block se convirtió en triple platino en respuesta a la popularidad posterior del grupo.

### Hangin' Tough
Tras el fracaso del primer álbum, Starr llevó de vuelta a los chicos al estudio entre 1987 y 1988. El primer sencillo del álbum fue «Please Don't Go Girl», una balada liderada por Joey, lanzada en la primavera de 1988. El error estaba destinado a ocurrir por segunda ocasión cuando la canción se convirtió en una más que pasó desapercibida por el público. Como resultado, Columbia Records hizo planes para retirar a los New Kids de la casa discográfica. En el último momento, una estación de radio de Florida comenzó a poner la canción. Obteniendo una buena respuesta de parte de los oyentes, pronto se convirtió en una canción muy solicitada. Cuando Columbia se dio cuenta de la respuesta positiva, decidieron mantener al grupo en su lista y pusieron más esfuerzo en promocionar el sencillo. La atención a nivel nacional siguió y finalmente escalaron a la posición número 10 del Billboard's Hot 100 Singles Chart —convirtiéndose en el primer éxito del grupo—.
El segundo álbum del grupo, Hangin' Tough, fue lanzado al modesto grupo de fanes en septiembre. Ellos, mientras tanto, comenzaron abriendo en los conciertos de Tiffany durante su tour nacional. Las ventas de Hangin' Tough comenzaron conforme la atención nacional iba rápidamente creciendo. A fin de año, fue lanzado el segundo sencillo del álbum, «You Got It (The Right Stuff)». La canción obtuvo una enorme promoción cuando MTV dio a conocer al grupo y empezó a transmitir regularmente el video. A principios de 1989 subió a las primeras cinco posiciones. El siguiente sencillo de los New Kids, «I'll Be Loving You (Forever)», alcanzó el número 1 en la lista Billboard en junio. En ese momento fueron solicitados para abrir nuevamente los conciertos de Tiffany en un segundo tour, pero su pronta popularidad causó un revés haciendo que fuera Tiffany quien abriera el concierto de los chicos (aunque los dos actos fueron técnicamente tratados como si fuese un solo concierto en el cual participaban ambos).
Más sencillos Top 5 le siguieron en el verano y otoño, incluyendo: «Hangin' Tough» y «Cover Girl». Columbia Records también lanzó, del álbum anterior del grupo, la canción «Didn't I (Blow Your Mind)». La canción entró al top 10 gracias a la fuerza de la popularidad del grupo y, efectivamente, las ventas de aquel primer álbum se dispararon. A final de año, Hangin' Tough escaló a la posición número 1 del Billboard entre los 200 álbumes más vendidos y obtuvo ocho discos de platino, y se convirtieron en los primeros artistas juveniles en lograr cuatro éxitos top 10 en un mismo álbum.
Mientras tanto, fue lanzado el álbum navideño, Merry, Merry Christmas, en el otoño, alcanzando el top 10. El sencillo «This One's for the Children» fue otro de los éxitos. Las ganancias fueron donadas a la Unidad Cerebral Palsy, el acto de caridad preferido de los New Kids. Hangin Tough se mantuvo 132 semanas en la lista de popularidad, y en enero de 1990 ganó el premio American Music Award por mejor álbum pop/rock.

### Step by Step
Para 1990, los New Kids On The Block ya eran un grupo muy conocido. En junio, su nuevo material discográfico titulado Step By Step continuó con el éxito de su material anterior, el cual incluía algunas canciones coescritas por los miembros del grupo. El primer sencillo, "Step By Step", alcanzó rápidamente el número 1 en las listas de popularidad, al cual le siguió el top 10 "Tonight". El álbum fue finalmente certificado triple platino.
El grupo realizó unos 250 conciertos en un año, con un concierto a nivel mundial en aquel verano llamado The Magic Summer Tour (la mágica gira de verano), patrocinada por Coca-Cola. Su especial de pago por evento fue el más grande en la historia de televisión por cable en esa fecha. Durante este tiempo, el grupo hizo mucha publicidad — con más de 150 productos que estaban autorizados con marcas NKOTB. Estas incluían loncheras, bolsas para dormir, cubiertas para almohadas, camisetas, muñecos, e inclusive una serie animada los sábados por la mañana a su semejanza. Un juego de vídeo basado en el grupo fue planeado para el sistema de videojuego Nintendo, pero nunca fue comercializado.
El club de fanes oficial del grupo llegó a más de 100 000 miembros, y recibía 30 000 cartas al día. Aproximadamente 100 000 llamadas por semana fueron realizadas al 1-900-909-5KIDS, la línea oficial NKOTB.
Los New Kids encabezaron la lista Forbes de los artistas mejor pagados en 1990 — dejando atrás por un tiempo a otros como Michael Jackson y Madonna. Capitalizando en su fama, a fin de año Columbia Records lanzó al mercado el álbum No More Games/The Remix Album — una compilación de los éxitos del grupo remezclados.
Iniciado 1991, el grupo se volvió tan sobreexpuesto que un contragolpe público y comercial se formó. Sintiendo que era hora de darle un descanso al mercado americano, el grupo no grabó nuevo material discográfico aquel año — pero continuó su gira por Europa y Asia. Ese verano, Donnie produjo el álbum debut del grupo de su hermano Mark Marky Mark And The Funky Bunch — que llegó a ser número 1 con el sencillo "Good Vibrations", y obtuvo álbum de platino.

### "If You Go Away"
Conforme su itinerario llegaba a su fin a inicios del año 1992, el grupo lanzó un nuevo sencillo, "If You Go Away", que llegó al número 16 en listas de popularidad. Mientras tanto, conforme la industria de la música seguía tambaleándose debido al escándalo del "playback" de Milli Vanilli, el grupo se halló a sí mismo acusado falsamente por un ingeniero de no haber interpretado todo el álbum de 1988 Hangin' Tough. Inmediatamente se defendieron, alegando de recibir una pobre campaña de publicidad. Culminando con una entrevista y una actuación en el programa de televisión The Arsenio Hall Show, informaron haber exitosamente acabado con el asunto. El grupo decidió detenerse mientras planeaba su siguiente movimiento.

### Face the Music
Enfrentado la realidad ya que una minoría de sus muchos fanáticos estaban fuera de su mercado juvenil y la maduración de aquella base, el hecho de que ellos mismos ya no eran adolescentes. El grupo se separó de Maurice Starr, cambiando y reduciendo su nombre a NKOTB y volvieron al escenario en enero de 1994 con Face The Music.
Siendo su primer material en más de tres años, este álbum presentó un sonido un poco más maduro que los anteriores. A pesar de recibir buenas críticas, el álbum no llegó a tener el mismo éxito que los anteriores en ventas. Los sencillos salidos de este álbum fueron "Dirty Dawg" (el cual contó con aportación de Nice & Smooth) y "Never Let You Go". NKOTB realizó su gira para promocionar el álbum. Lamentablemente pocas de sus muchas presentaciones eran en clubes y teatros en aquel año de 1994 — opuesto a las arenas y estadios en los cuales se presentaban anteriormente. En uno de sus conciertos, Jonathan Knight anunció al público que dejaría al grupo. Tras su salida, el resto de los integrantes decidieron continuar la gira, pero no tardó en llegar la decisión de los cuatro NKOTB restantes de cancelar el resto del tour, y subsecuentemente se separaron.

## Post-New Kids on the Block (1995-2007)
Tras la desaparición del grupo en 1994, la mayoría de los miembros del grupo se casaron y formaron sus familias, y comenzaron la aventura en otras áreas.
- Jonathan Knight: poco se ha sabido acerca de él. Tras abandonar el negocio del entretenimiento, a causa de ataques de pánico que sufrió durante su estancia en los NKOTB, se mudó a un rancho y se dedicó a las bienes raíces.
- Jordan Knight: en 1999 lanzó un álbum como solista titulado Jordan Knight, por Interscope Records, el cual fue certificado con un disco de oro. Alcanzó un éxito top 10 con "Give It To You", que también fue certificado con un disco de oro. Abrió conciertos para *NSYNC ese verano. Knight apareció en el programa The Surreal Life de VH1 en 2004 y ese mismo año lanzó el álbum de remixes Jordan Knight Performs New Kids on the Block. En 2005 apareció en el reality show Trust Me - I'm A Holiday Rep, junto con el comediante británico Syd Little y la modelo Jodie Marsh. Lanzó otros álbumes en 2005 y 2006, titulados "The Fix" y "Love Songs", respectivamente.
- Joey McIntyre: en 1999 lanzó un álbum moderadamente exitoso (certificado con un disco de oro en E.U.), Stay The Same, por Columbia Records. Su sencillo homónimo llegó a la posición número 10 de popularidad y fue certificado con un disco de oro. También ha lanzado otros álbumes como 'Meet Joe Mac' (2001), 'One Too Many: Live From New York' (2002), una recopilación en vivo de sus materiales, '8:09' (2004) y más recientemente 'Talk to Me' (2006). McIntyre se convirtió más tarde en partícipe de la serie de televisión de la cadena FOX Boston Public y ha realizado musicales en Broadway como Wicked. En 2005, fue un contendiente para el reality show Dancing with the Stars (bailando con las estrellas), ganando el tercer lugar.
- Donnie Wahlberg: siguiendo los pasos de su hermano Mark, se ha convertido en el miembro con más éxito desde el grupo: también ha forjado una carrera en la actuación y ha participado en películas como Southie, The Sixth Sense, Rescate, Annapolis, y la aclamada miniserie Band of Brothers (Hermanos de Sangre) trabajando con gente de la talla de Tom Hanks y Steven Spielberg. Protagonizó la serie dramática policíaca Boomtown, en la cual actuó como el "Detective Stevens". Donnie además tuvo el papel principal dentro del filme de terror Saw II el cual fue la más taquillera en su primer fin de semana, 28 de octubre de 2005, con $31 millones de dólares. Actualmente actúa en la serie policíaca Blue Bloods en el papel de "Danny Reagan", al lado de Tom Selleck.
- Danny Wood: montó una discográfica en Boston. Produce a otros artistas y ocasionalmente interpreta con algunos músicos. En 1999 lanzó su primer álbum D-Fuse: Room Full of Smoke y en 2003 su segundo álbum, D-Wood: Room Full of Smoke Vol. 2. Lanzó su tercer álbum el 22 de julio de 2003 titulado 'Second Face', en el que todas las canciones fueron producidas por Wood y su amigo Pete Masitti.

### 1999-2007: Intentos de reunión
Después de la separación del grupo, la mayoría de los miembros del grupo empezaron familias y comenzaron a aventurarse en nuevas áreas. Jonathan Knight y Danny Wood mantuvieron perfiles bajos, mientras que los otros 3 continuaron con sus carreras individualmente.
En 1999, MTV intentó reunir a NKOTB y ponerlos a cantar en Video Music Awards de 1999. Todos los miembros aceptaron el proyecto, excepto Jonathan. Consecuentemente la presentación no se llevó a cabo.
En 2004, Aamer Haleem, anfitrión de Bands Reunited de VH1, también intentó reunir al grupo para hacer una presentación de una sola noche para el show. Esta vez, Jonathan y Jordan Knight aceptaron pero Joey, Danny y Donnie rechazaron la invitación. Mientras que Wood y Wahlberg rechazaban las entrevistas de cámara, Joey McIntyre dijo que la única manera en que él se presentaría con NKOTB sería que el grupo tomara la decisión de reunirse permanentemente.

### 2008-2009: Reunión yThe Block

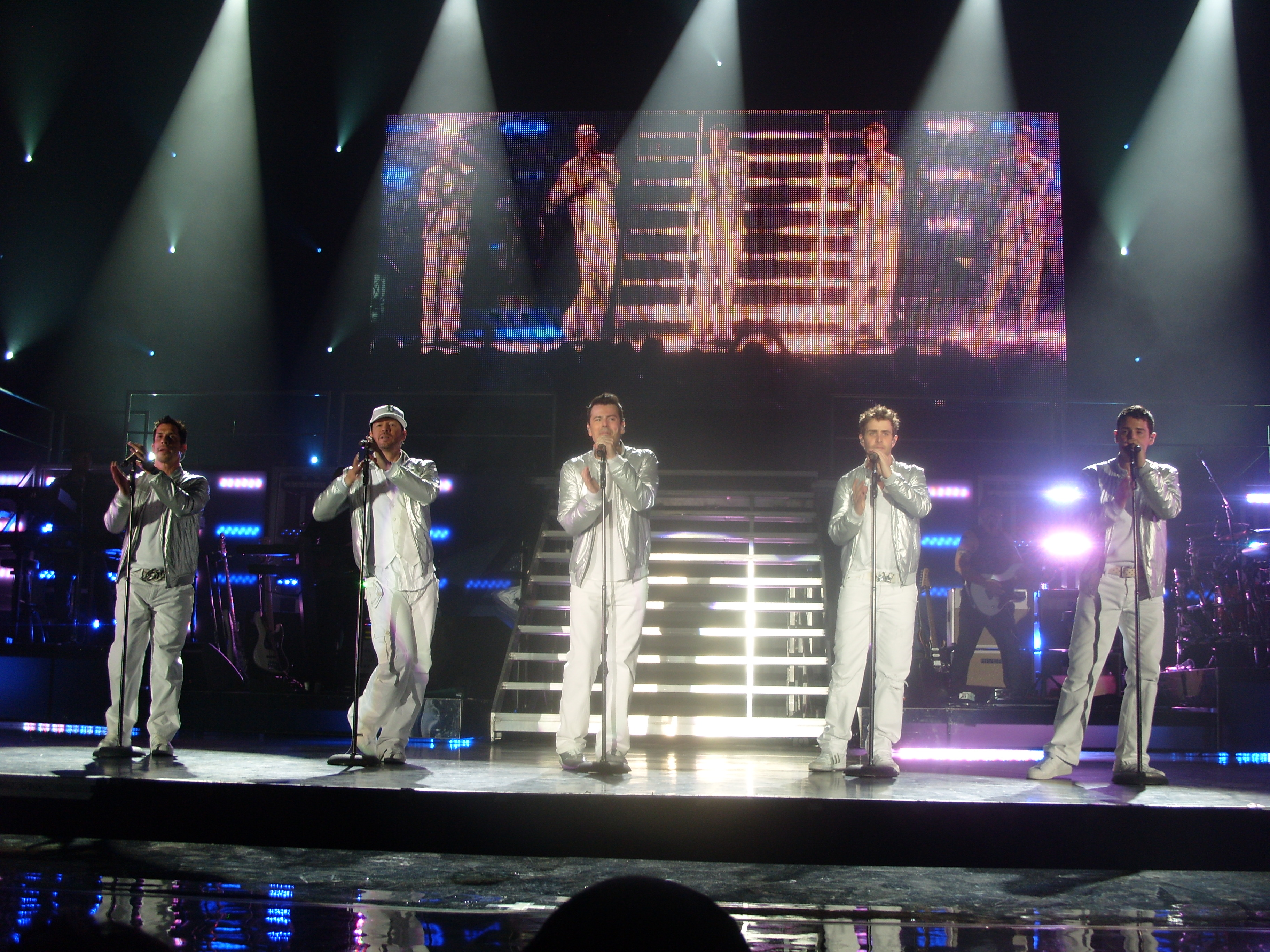
NKOTB en un concierto en enero de 2009.

En abril de 2008, después de meses de especulaciones, Donnie Wahlberg confirmó a CNN que los New Kids on the Block se habían reunido con planes de hacer un nuevo álbum y una gira mundial. El siguiente mes, el grupo lanzó el primer sencillo del álbum, "Summertime", el cual llegó a la posición #35 en el Billboard Hot 100. El 12 de agosto lanzaron el segundo sencillo del álbum titulado "Single", con la participación del cantante y compositor, Ne-Yo, seguido del lanzamiento de su primer álbum en 14 años "The Block". El 19 de diciembre, lanzan su tercer sencillo "Dirty Dancing" solamente para Alemania, Canadá y Austria. El álbum debutó en el #1 en las listas de álbumes pop del Billboard; en el #2 en las listas del Billboard 200 en septiembre de 2008, con 100 000 discos vendidos en su primera semana de liberación y en el #1 en la lista de los álbumes Top 100 de Canadá. El álbum recibió una certificación de oro en octubre de 2008 por parte de la CRIA. El 12 de agosto, los NKOTB relanzaron una nueva edición de su álbum de grandes éxitos, alcanzó la posición #22 en el Billboard 200. Se han vendido más de 500 000 copias de The Block.
La gira de reunión del grupo titulada New Kids on the Block: Live comenzó en Toronto, Canadá el 18 de septiembre de 2008. Viajaron por Estados Unidos con Natasha Bedingfield, Lady Gaga, Jesse McCartney y los JabbaWockeez para ayudar a la gira. Hubo 7 conciertos en Canadá, 41 en los Estados Unidos, 3 en México, 10 en el Reino Unido, 1 en Francia y 2 en Alemania. Los primeros 3 conciertos agotaron las entradas (en total fueron 12). La gira fue la décima más exitosa del 2008 en Estados Unidos con un promedio de taquilla por ciudad de USD 569 764. En febrero de 2009, el cuarto sencillo del álbum llamado "2 in the Morning" fue liberado llegando a la posición #76 en Canadá y fracasando en otros países. 
Los New Kids siguieron en conciertos hasta mayo de 2009, donde su última presentación fue en un crucero por las Bahamas, y luego volvieron con una nueva gira llamada "Full Service Tour" que fue en Norteamérica, desde el 28 de mayo hasta el 18 de julio en The Woodlands, Texas. Los NKOTB anunciaron una gira en Australia que comenzaría el 1 de agosto y terminaría el 15 del mismo mes, pero cancelaron la gira escudándose con el tema de la "crisis económica actual". Los New Kids recaudaron más de USD 33 millones en su gira New Kids on the Block: Live / Full Service Tour.

### 2010-2012: NKOTBSB
Jordan Knight anunció una presentación en un crucero de los New Kids on the Block en 2010.
Los New Kids on the Block realizaron una gira en los Estados Unidos llamada "Casi-NO Tour" en 2010 y volvieron a interpretar "Never Let You Go" después de más de 15 años de no hacerlo.
En agosto de 2010, los New Kids on the Block anunciaron que harían una gira por los Estados Unidos y Canadá con los Backstreet Boys denominada "NKOTBSB Tour" para el 2011 y otra presentación a bordo de un Crucero en ese mismo año.

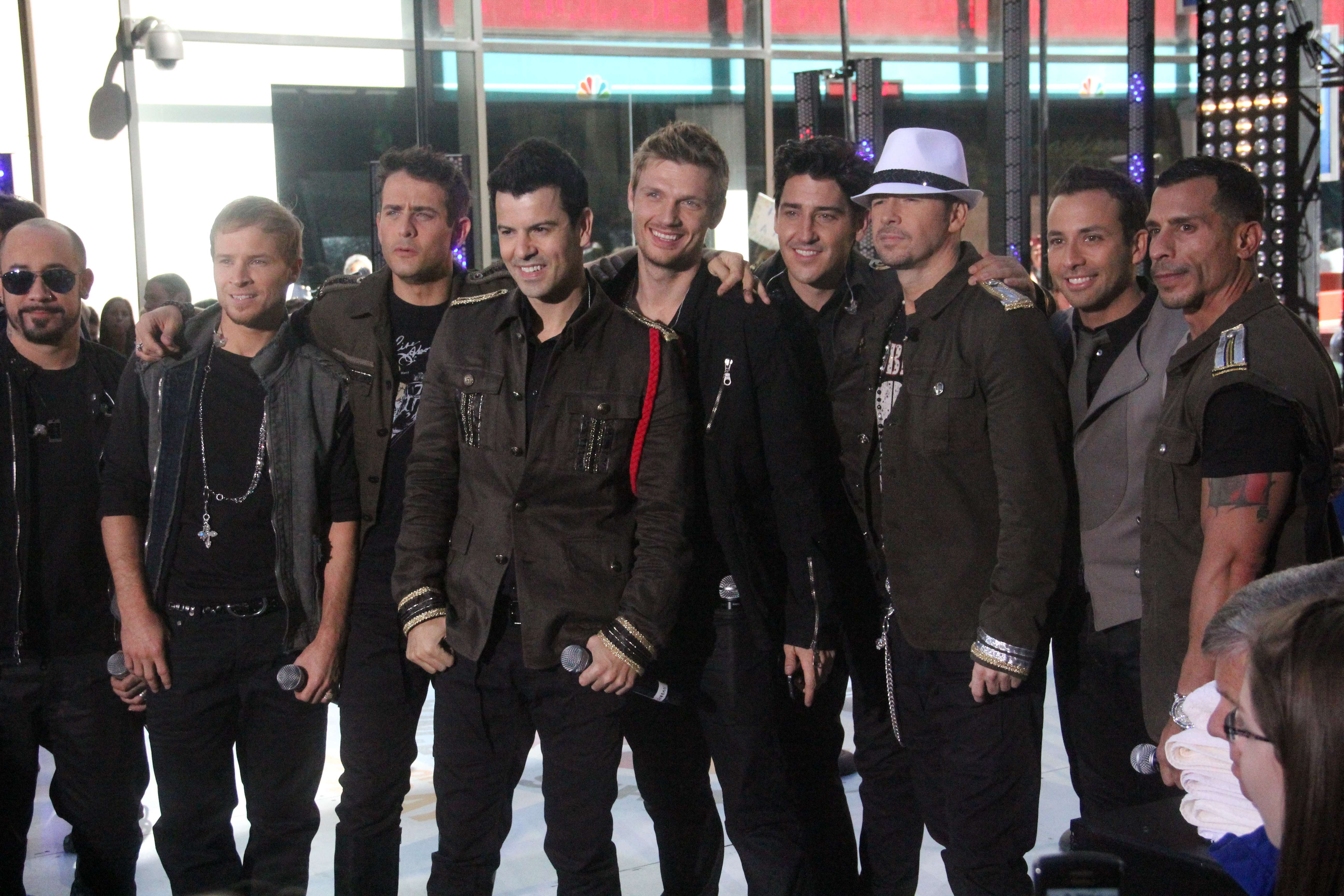
NKOTB y los Backstreet Boys durante una sesión de fotos en 2011.

Los NKOTB y los Backstreet Boys se presentaron durante el cierre de los American Music Awards 2011 para cantar varios éxitos y promocionar su próxima gira en conjunto. El 31 de diciembre de 2010, NKOTBSB hizo realizó una presentación en el Times Square de Nueva York para cantar algunos éxitos y celebrar el año nuevo junto con otros artistas.
El 5 de abril de 2011, NKOTBSB lanzó el primer y único sencillo del álbum en conjunto, titulado "Don't Turn Out the Lights", este alcanzó la posición #46 en la lista de sencillos de Canadá y la #14 en el Bubbling Under Hot 100 Singles de Estados Unidos.
El 24 de mayo de 2011, salió a la venta el álbum compilatorio en conjunto de New Kids on the Block y los Backstreet Boys, NKOTBSB, que incluye dos canciones nuevas. El álbum debutó en el U.S. Top 200 Albums en la posición #7, vendiendo más de 40,000 copias en su primera semana a la venta. NKOTBSB también alcanzó la posición #6 en la lista de álbumes de Canadá, la #29 en España y la #70 en México.
El NKOTBSB Tour generó ganancias de más de $46.5 millones USD, con un promedio de asistencia por ciudad del 90%. La gira fue la 44° (top 50 giras mundiales) más exitosa del mundo, con un promedio de taquilla por ciudad de $618,519 USD.
El 16 de octubre de 2011, se anunciaron nuevas fechas para la gira NKOTBSB Tour en el Reino Unido y el resto de Europa para el 2012.
Joey McIntyre declaró durante el "Summer MixTape Festival" en agosto de 2012 que NKOTB grabaría un nuevo álbum y contrario a su álbum previo The Block, no habría colaboraciones en él.

### 2013-presente
El 22 de enero de 2013, el grupo apareció en The View y anunció que lanzarían su nuevo sencillo titulado "Remix (I Like The)" el 28 de enero y un nuevo álbum titulado "10" el 2 de abril de 2013 vía Kobalt Label Services. Durante el show, también anunciaron que harían una gira por Norteamérica en verano de 2013 con 98 Degrees y Boyz II Men como sus teloneros. "10" recibió críticas mixtas y positivas de los críticos musicales. El grupo también apareció en series de televisión para promover el álbum, incluyendo The Today Show, The View y un concierto para iHeartRadio para celebrar el lanzamiento del álbum. 10 hizo su debut en la posición #6 en el U.S. Top 200 Albums de Billboard, vendiendo 48,000 unidades en la primera semana, haciendo de éste su quinto álbum top 10 en Estados Unidos. 
El grupo junto con Boyz II Men se interpretaron para el teletón Boston Strong el 30 de mayo de 2013. The Package Tour logró un promedio de asistencia de 94% y recaudó más de $12 millones USD.
El 3 de febrero de 2014, el grupo anunció su Gira Europea 2014. El sitio web oficial describió la gira: "Empezando en The Annex en Estocolmo el 6 de mayo y culminando en el Clyde Auditorium en Glasgow el 1 de junio, los shows tomaran lugar en los sitios más íntimos a través de Europa, dando a los fans una rara oportunidad de conocer cerca y personalmente a la banda." Después de la gira, NKOTB se reunió en Nueva York para embarcarse en su sexto crucero anual. También, el verano de 2014 anunciaron una cita limitada en Las Vegas. El show titulado New Kids on the Block After Dark corrió por 4 días consecutivos del 10 al 13 de julio de 2014 en The AXIS en Planet Hollywood Resort and Casino.
El 9 de octubre de 2014, NKOTB recibió su estrella en el Paseo de la fama de Hollywood.
En enero de 2015, el grupo anunció que se embarcaría en una gira de verano titulada "The Main Event", con los miembros sobrevivientes de TLC y Nelly. La gira consisitó en 47 conciertos en Estados Unidos y Canadá.
El grupo apareció como ellos mismos en un episodio de la segunda temporada de Fuller House en Netflix, titulado "New Kids in the House". Ellos interpretaron algunas canciones como "The Right Stuff" y "Please Don't Go Girl". El episodio fue lanzado el 9 de diciembre de 2016.
En noviembre de 2016, el grupo anunció una nueva gira llamada "The Total Package Tour" con Paula Abdul y Boyz II Men. La gira consisitó en 44 conciertos por Norteamérica y se extendió del 12 de mayo al 16 de julio de 2017 y marcó la primera gira de Paula Abdul en más de 20 años. La gira logró un promedio de asistencia del 90.5% y recaudó más de $37.8 millones USD.

## Discografía
- New Kids on the Block (1986)
- Hangin' Tough (1988)
- Merry, Merry Christmas (1989)
- Step by Step (1990)
- Face the Music (1994)
- The Block (2008)
- 10 (2013)
- Still Kids (2024)

## Giras musicales
- 1989: Hangin' Tough Tour
- 1990-1991: The Magic Summer Tour / No More Games Tour
- 1992: NKOTB European-Asian Tour
- 1994: Face the Music Tour
- 2008-2009: New Kids on the Block: Live / Full Service Tour
- 2010: Casi-NO Tour
- 2011-2012: NKOTBSB Tour
- 2013: The Package Tour
- 2014: NKOTB European Tour 2014[5]
- 2015: The Main Event
- 2017: The Total Package Tour"
- 2019: MIXTAPE TOUR
- 2022: MIXTAPE TOUR 2022